# Clethra fimbriata
El trompeto, gramatico o manzano colorado (Clethra fimbriata) es una especie de árbol de la familia Clethraceae, que se encuentra desde Colombia hasta Bolivia, entre los 2.000 y 3.600 m de altitud, incluso en las laderas con suelos duros y rocosos.

## Descripción
Alcanza entre 2 y 15 m de altura. Tronco con diámetro máximo de 40 cm y corteza ferrugínea. Hojas simples, de 3 a 7 cm de longitud por 1 a 5 cm de anchura; lámina elíptico-oblonga a obovada, coriácea, pubescente y de color ocráceo; con 7 a 12 nervios laterales, curvados, bien impresos, hasta prominentes; venas y venillas elevadas; pecíolo de 0,8 a 1 cm de longitud.
Inflorescencia en racimos, en espigas terminales o panículas, tomentoso-ferrugíneas; raquis de 1,5 a 2 cm de diámetro; brácteas más largas que las flores; cáliz pentalobulado, lóbulos obovado-oblongos; pétalos obovados, emarginados a bilobulados, de color crema o blancos, de 3 a 5 mm de longitud por 2 a 2,5 mm de anchura; 10 estambres; filamentos de 1,5 a 2 mm de longitud, anteras de 0,2 a 0,8 mm de longitud; ovario súpero, estrellado-tomentoso, sésil; estilo  filiforme, de 0,6 a 1 cm de largo; estigma trilobulado. Sus flores exhalan un olor muy perfumado y atraen numerosos polinizadores.
Fruto en cápsula, estrellado-ferrugínea, de 0,7 a 1,0 cm de longitud por 0,8 cm de anchura; con semillas planas, elípticas a oblongas numerosas, de 0,3 cm de largo por 0,2 cm de ancho.